# Svartbandad frostmätare
Svartbandad frostmätare (Agriopis leucophaearia) är en fjärilsart som först beskrevs av Michael Denis och Ignaz Schiffermüller 1775.  Svartbandad frostmätare ingår i släktet Agriopis, och familjen mätare. Arten är reproducerande i Sverige.

## Bildgalleri

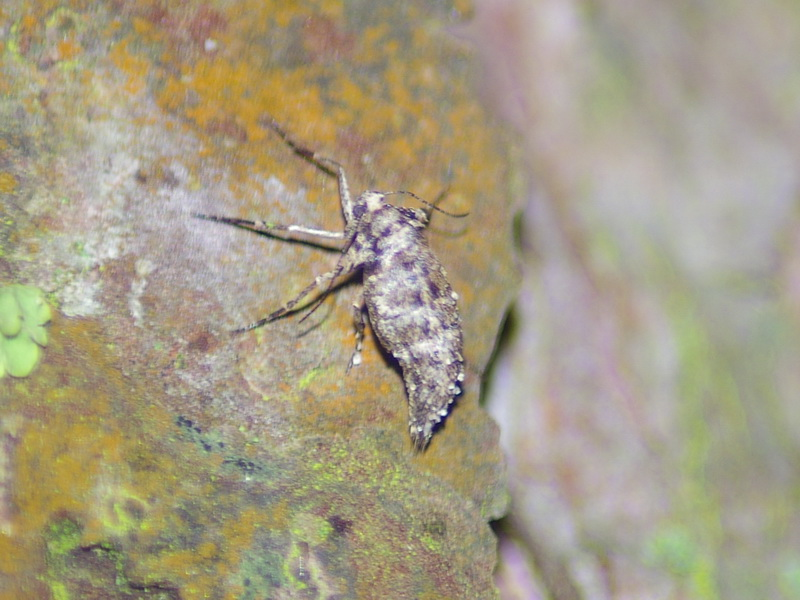
Imago fjäril hona
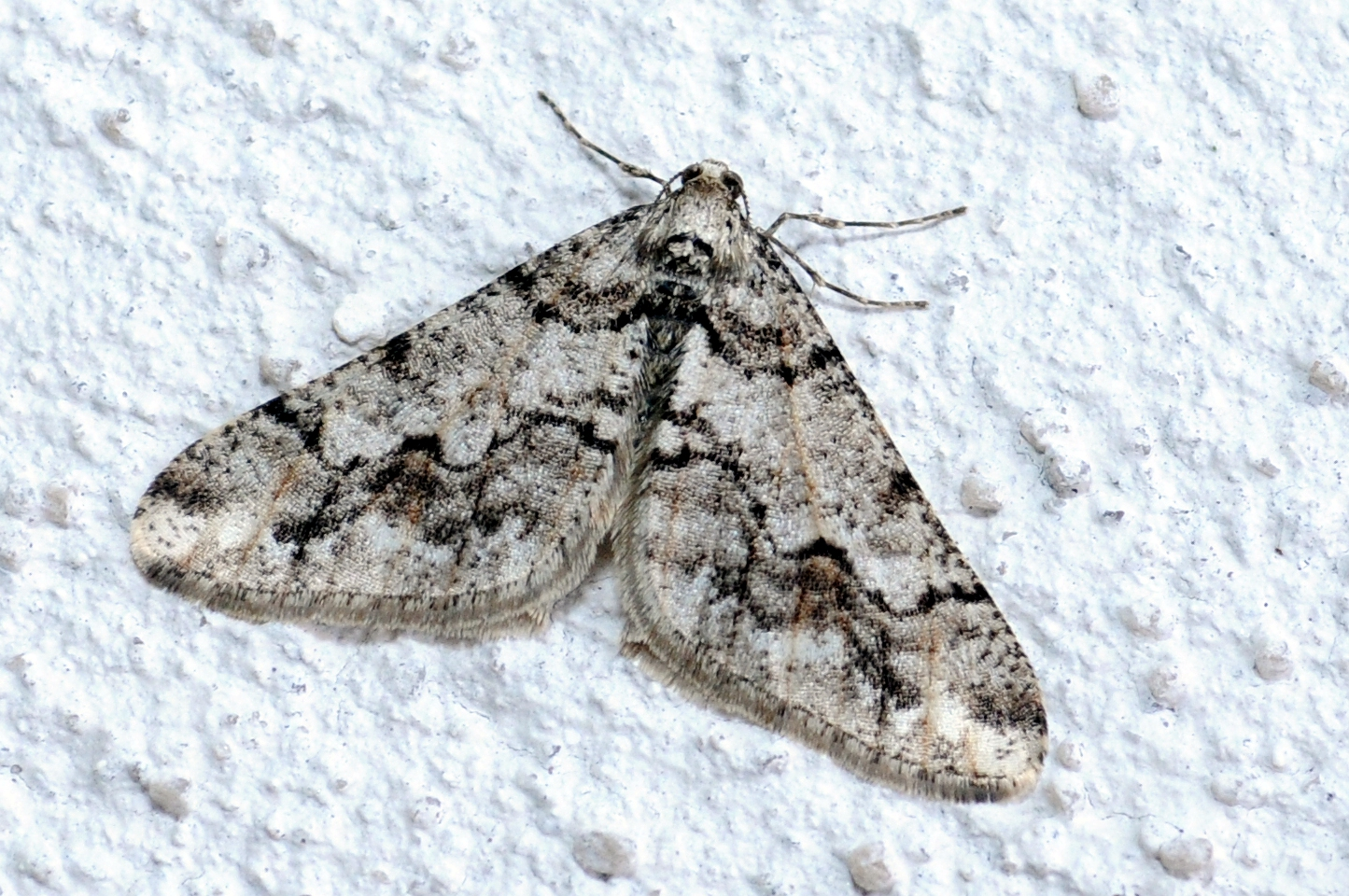
Imago fjäril hane
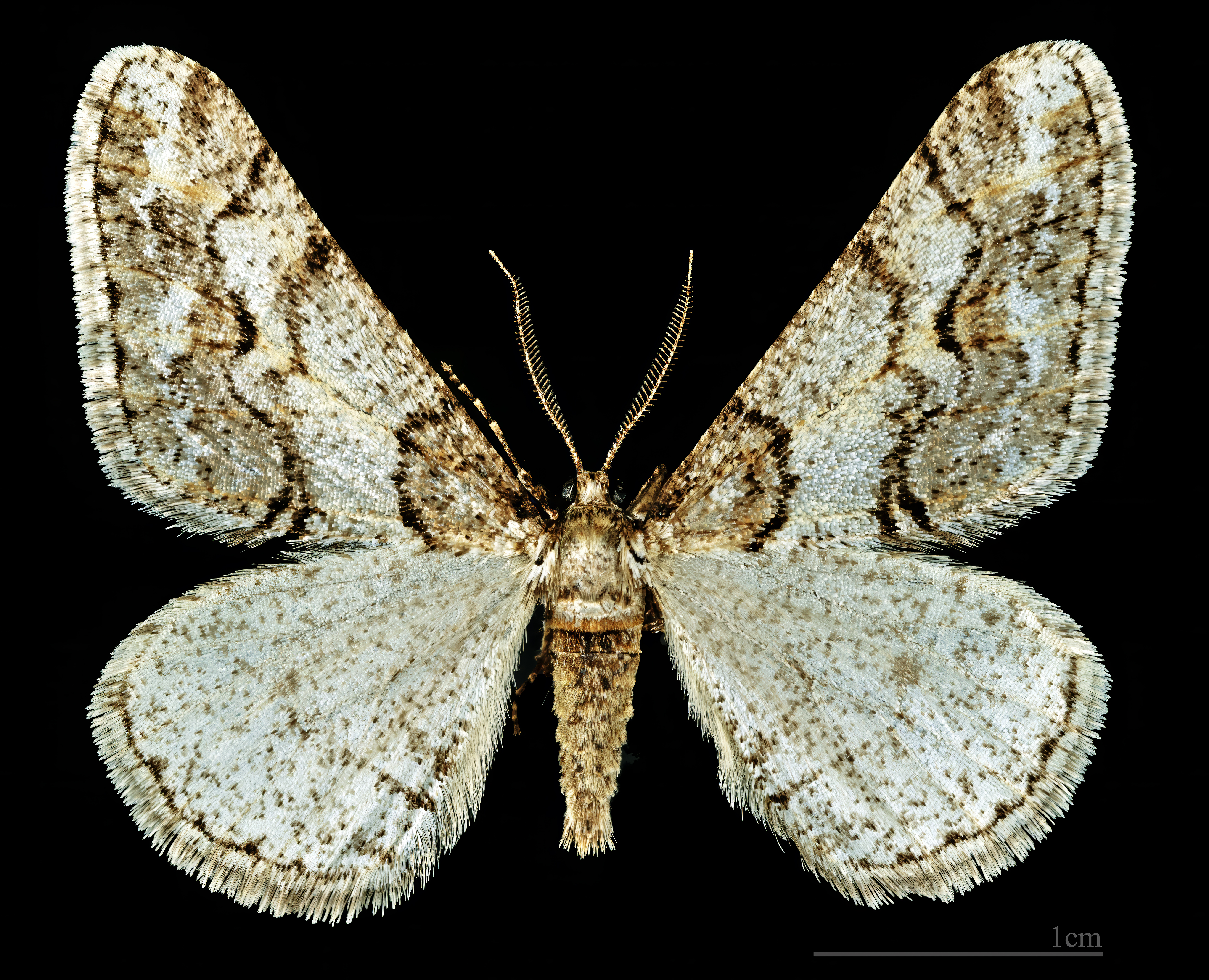
Preparerad (uppnålad) imago fjäril, hane ovansida
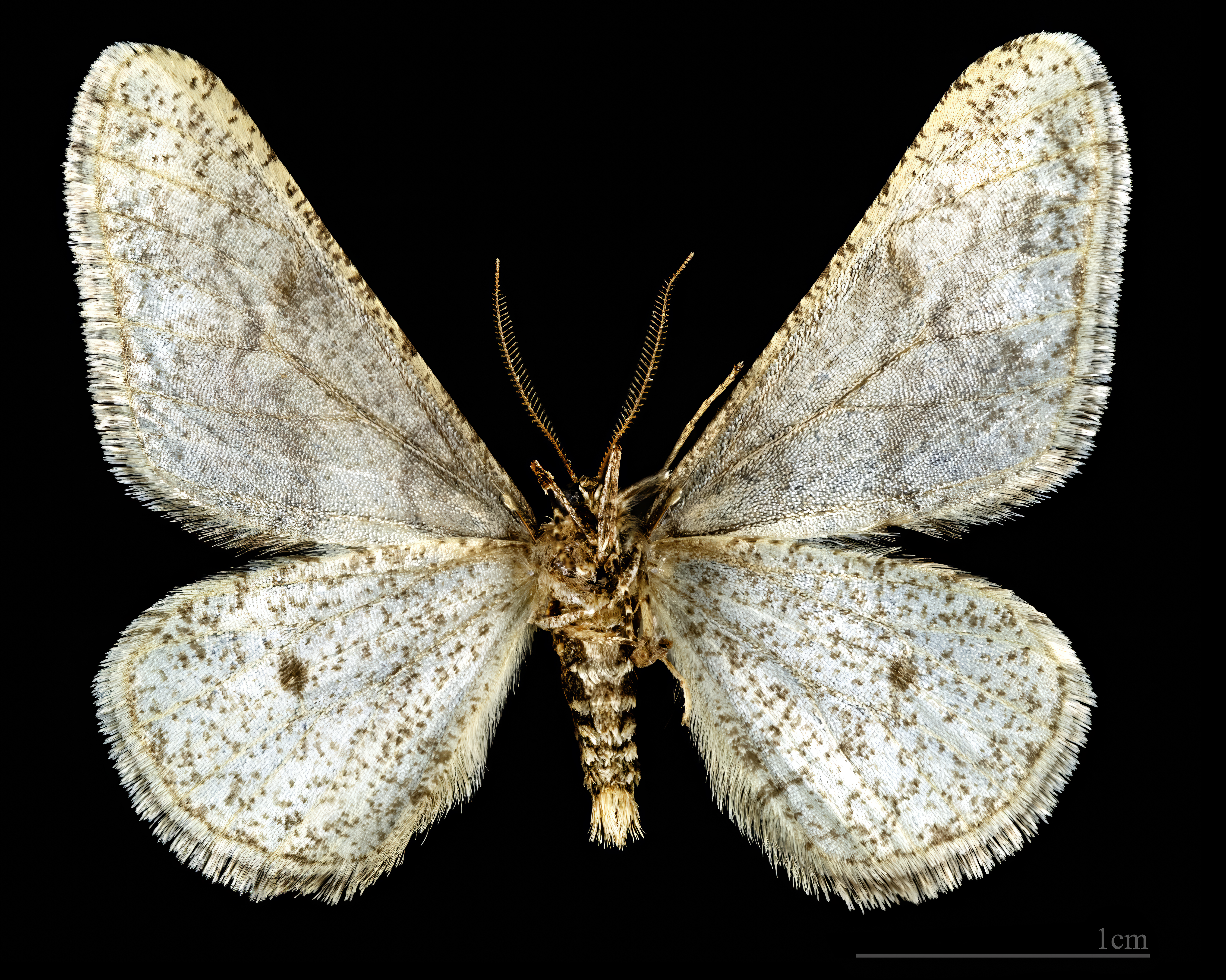
Preparerad (uppnålad) imago fjäril, hane undersida